# Ghiacciaio Dargomyzhsky
Il ghiacciaio Dargomyzhsky è un ghiacciaio lungo circa 24 km situato sulla costa sud-orientale dell'isola Alessandro I, al largo della costa della Terra di Palmer, in Antartide. In particolare, il ghiacciaio, il cui punto più alto si trova a oltre 350 m s.l.m., fluisce verso ovest a partire dal versante occidentale dei picchi Hageman, Duffy, Krieger e altri, fino a entrare nell'estremità orientale dell'insenatura di Williams andando così ad alimentare la piattaforma glaciale Bach.

## Storia
Il ghiacciaio Dargomyzhsky fu probabilmente fotografato per la prima volta da Lincoln Ellsworth in un suo sorvolo del 23 novembre 1935 e mappato da W.L.G. Jeorg a partire da queste fotografie. Nel 1987, poi, il ghiacciaio è stato battezzato dall'Accademia sovietica delle scienze in onore del compositore russo Aleksandr Sergeevič Dargomyžskij.